# Estação Expedicionária
A Estação Expedicionária é a estação terminal de alguns dos trens de subúrbio da Estrada de Ferro Campos do Jordão (EFCJ) nos horários de pico dos dias de semana (nos demais horários, todos os trens vão até a Estação Piracuama). Foi inaugurada em 1916, dois anos após o início das operações da linha, sendo reformada em 2014.
Localiza-se no município de Pindamonhangaba, no bairro de Bonsucesso.

## História

### História da Linha
A EFCJ foi idealizada pelos médicos sanitaristas Emílio Ribas e Victor Godinho, a fim de levar os acometidos pela tuberculose aos sanatórios da então Vila de Campos do Jordão, acelerando e providenciando mais conforto a um caminho anteriormente percorrido por sobre lombos de mulas.

### História da Estação
A estação foi inaugurada em 1916, com o nome de Bom Sucesso, no quilômetro 12,8 da ferrovia, servindo para escoar a produção local de hortaliças e derivados de leite. Foi renomeada nos anos 1940 para Expedicionária, em homenagem aos integrantes da Força Expedicionária Brasileira, que lutaram na 2a Guerra Mundial nessa mesma época. Foi, por fim, reformada em 2014 pela EFCJ, sua plataforma, sanitários e telhados sendo recuperados, além da alvenaria externa do prédio da estação tendo sido completamente refeita, consertando defeitos e modernizando a estrutura centenária.